# Jacques Chevalier
Jacques Chevalier  (Cérilly, Allier, 13 de março de 1882 – 19 de abril de 1962) foi um filósofo católico francês.